# Lo ammazzò come un cane... ma lui rideva ancora
Lo ammazzò come un cane... ma lui rideva ancora è un film del 1972 diretto da Angelo Pannacciò.

## Trama
Nick Barton, quando torna a casa scopre che quasi tutta la sua famiglia è stata sterminata, tranne la figlia Suzy che è stata violentata. Nick decide di vendicarsi dando la caccia agli assassini.